# ライアン・ハワード
ライアン・ジェームズ・ハワード（Ryan James Howard, 1979年11月19日 - ）は、アメリカ合衆国ミズーリ州セントルイス出身の元プロ野球選手（一塁手）。左投左打。

## 経歴

### プロ入り前
1979年11月19日にミズーリ州セントルイスで、二卵性双生児として誕生。ハワード家は父がIBM社員で母がマーケティング職という共働き家庭であり、アフリカ系アメリカ人でありながら住民の大半が白人という地域で暮らしていた。野球を始めたきっかけは2歳のときで、テレビの野球中継を観ながらおもちゃのバットを振っていたところ、たまたま部屋に入ってきた父がその滑らかなスウィングに才能を見出したことによる。セントルイス・カージナルスの当時の本拠地球場ブッシュ・メモリアル・スタジアムから車で20分ほどの場所に自宅があり、子供のころ憧れていた野球選手はオジー・スミスやウィリー・マギーだったが、ハワードは彼らと異なる長距離砲タイプとして頭角を現し、母親から「お前は、どの子よりもずっと遠くにボールを飛ばせるね」と語りかけられるほどだった。
12歳のときには推定飛距離400フィート（約121.9メートル）の本塁打を放ったといい、その打球はフェンスをはるかに越えて、球場の向かいにあったレストラン "レッドロブスター" の店舗を直撃している。同州ワイルドウッドのラファイエット高等学校では、アメリカンフットボールこそ怪我を恐れる母親に止められたものの、バスケットボールでは活躍した。しかしそのバスケットボールで徐々に成績が落ち、仕方なく野球を始める。1998年には、地元の書店でトニー・グウィンが新著発売記念イベントを行うと聞き、本人にサインを貰いに駆けつけた。
サウスウェスト・ミズーリ州立大学（現：ミズーリ州立大学）へ進学後は、野球に専念する。
2000年にはアメリカ合衆国代表に選出されたが、木製バットに対応できずに評価を下げた。日米大学野球選手権大会では山村路直や石川雅規と対戦するも、1試合4三振を含む3試合11打数2安打に抑えられ「日本の投手はフォークボールが多くて、あんまり好きじゃない」とコメントしている。
2001年にも、ドラフト会議開催直前にスランプに陥った。
1999年から2001年までの3年間の通算成績は、172試合で打率.335・50本塁打・183打点。

### プロ入りとフィリーズ時代
2001年のMLBドラフトでは5巡目（全体140位）とやや低い順位でフィラデルフィア・フィリーズから指名された。およそ1か月後の7月2日にフィリーズと入団契約を交わし、傘下のマイナーリーグでプロとしてのスタートを切る。
2003年にはA+級クリアウォーター・フィリーズで所属するフロリダ・ステートリーグのMVPを受賞した。
2004年はAA級レディング・フィリーズでシーズン開幕を迎える。ここでハワードは102試合に出場し、打率.297・37本塁打・102打点・OPS 1.033という成績を残した。チームが本拠地を置くペンシルベニア州レディングは、フィリーズの本拠地である同州フィラデルフィアと60マイル（約96.5km）ほどしか離れておらず、そのためハワードの活躍は、球団広報が「記憶にない」と言うほどメディアの注目を集めた。7月末にはAAA級スクラントン・ウィルクスバリ・レッドバロンズへ昇格し、ここでも29試合で9本塁打を放つ。両クラス合計での46本塁打・131打点という数字は1956年以降のマイナーリーグでは史上5人目という成績であり、シーズン終了後にはAA級イースタンリーグのMVPを受賞した。
イースタンリーグMVPが発表されるおよそ1か月前の9月1日にメジャー昇格し、同日のアトランタ・ブレーブス戦でデビュー。5回裏一死一塁の場面で代打として登場するも、ジャレット・ライトの前に見逃し三振に倒れた。このときのフィリーズはジム・トーミを正一塁手としていたため、ハワードの起用法は10月3日の閉幕まで代打中心に。メジャー初本塁打は9月11日のニューヨーク・メッツ戦で、7回表無死二塁の場面でやはり代打として登場、バルトロメ・フォルトゥナートから放っている。フィリーズはトーミとハワードの両立を図り、シーズン終了後のアリゾナ秋季リーグや翌2005年のスプリングトレーニングでハワードに外野守備の練習をさせたが、結果はあまり良くなかった。
最終的にコンバートは立ち消えとなり、ハワードは開幕メジャー入りはならず。2005年もシーズン開幕をAAA級スクラントン・ウィルクスバリで迎えることになる。5月3日にトーミが背中を痛めて故障者リスト入りしたため、一度はメジャーへ昇格するも、12試合で打率.214・OPS.660と結果を残すことができず、21日のトーミ復帰とともにAAA級スクラントン・ウィルクスバリへと戻された。しかし7月1日になって、トーミが今度は右肘を痛めて再び故障者リスト入りとなり、ハワードは再昇格を果たす。このときハワードは、5月の不振の反省から「自分で余計なプレッシャーをかけないようにした」という。その結果、翌2日から前半戦終了までの9試合で打率.278・2本塁打・10打点・OPS.825を記録。後半戦に入っても、7月19日のロサンゼルス・ドジャース戦では延長10回に逆転サヨナラ本塁打、8月10日の同じカードでは9回に勝ち越し満塁本塁打、と印象的な活躍を続けた。9月には月間10本塁打。最終的なシーズン成績は、88試合で打率.288・22本塁打・63打点・OPS.923となった。シーズン終了後、ハワードはナ・リーグ新人王を受賞した。
ハワードの台頭を受け、フィリーズはハワードを正一塁手として起用することを決断する。これにより、まだ契約が3年残っているトーミはホワイトソックスへトレードで放出された。2006年、開幕戦に6番・一塁として先発出場したハワードは、前半戦だけで28本塁打・71打点を挙げ、7月にはオールスター初選出。前日に行われた本塁打競争で優勝した。後半戦は打順が4番になってさらに成績を上げ、75試合で打率.355・30本塁打・78打点・OPS 1.259を記録。8月と9月の2か月連続でナ・リーグ月間MVPを受賞した。特に8月の41打点は、フランク・ハワードが1962年7月に記録して以来の多さであった。シーズン通算成績は打率.313・58本塁打・149打点・OPS 1.084となり、本塁打王と打点王の二冠を獲得。58本塁打は、1980年にマイク・シュミットが記録した球団記録を10本上回っていた。また敬遠37はメジャーで2番目に多い。この活躍が評価され、シーズン終了後にハワードはナ・リーグMVPに選ばれた。
シーズン終了後に日米野球で訪日すると、6試合で5本塁打を記録した。
2007年は左膝を痛めたこともあり開幕から不調で、5月10日から5月25日にかけて故障者リスト入りを余儀なくされた。しかし復帰後は本塁打・打点を量産。6月27日のシンシナティ・レッズ戦で本塁打を放ち、通算325試合目で100本塁打を達成した。これはラルフ・カイナーの376試合を上回るメジャー最速記録である。シーズン通算では47本塁打・136打点（共にリーグ2位）を記録している。しかしその一方で、左投手の変化球攻めにてこずるなどしたため三振も多く、9月27日のブレーブス戦では2三振を喫し、シーズン197三振を記録。アダム・ダンが2004年に記録した195三振を超えシーズン三振記録を更新し、その後199三振まで記録を伸ばした。
3シーズンを過ごしたことで年俸調停権を得たハワードは、2008年の年俸として1,000万ドルを要求。これに対して球団側は700万ドルを提示し、交渉は平行線を辿った。調停の結果ハワード側の主張が認められ、年俸1,000万ドルの契約を勝ち取った。これは調停権取得初年度の選手としてはMLB歴代最高額の契約であり、また前年の年俸90万ドルから10倍以上の昇給となった。また、シーズン開幕前に「MLB 08: The Show」の表紙を務めた。

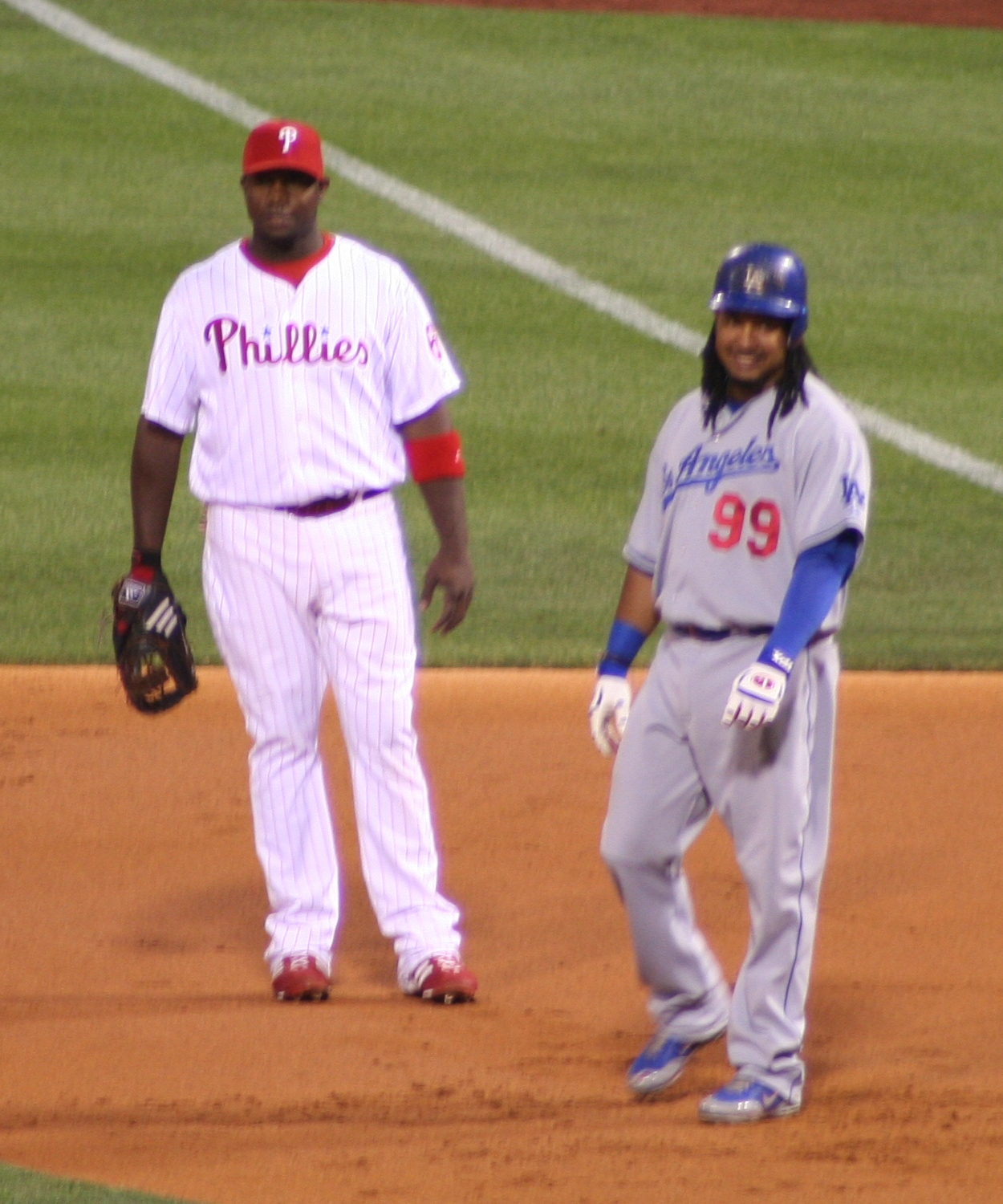
マニー・ラミレス（右）と

2008年序盤は前年同様不調で、50試合に出場した5月23日終了時点で打率.202・出塁率.302と低迷。それでも監督のチャーリー・マニエルは、ハワードがかつてのアルバート・ベルのように味方打線全体にいい影響を及ぼす打者であるとの評価から、4番打者として起用し続けた。結局、オールスターゲームまでに28本塁打・84打点（共にリーグトップ）を挙げたが、低打率や他チームの一塁手との兼ね合いのためオールスター選出を逃す。本塁打・打点の2部門でリーグ1位にいながらオールスターに選ばれなかったのは1948年のハンク・サウアー以来60年ぶりだった。それでもオールスター終了後の後半戦になると調子を上げ、9月には打率.352・11本塁打・32打点・OPS 1.274という成績を残して月間MVPを受賞。この時期にはチームも17勝8敗・勝率.680と勝ちを重ね、同月終了＝レギュラーシーズン終了時にはチームは2年連続の地区優勝、そしてハワードは本塁打王と打点王のタイトルを2年ぶりに獲得した。
ポストシーズンでは、地区シリーズ及びリーグ優勝決定戦の9試合で本塁打なしに終わったが、レイズとの対戦となったワールドシリーズでは3本塁打・6打点を記録。特に第4戦では、1点差に迫られた直後の4回裏に3点本塁打を打って相手を突き放すと、8回裏にも2点本塁打を放った。チームは4勝1敗でシリーズを制し、28年ぶり2度目のワールドシリーズ優勝となった。
シリーズ終了後、ハワードは2009年の年俸として1,800万ドルを要求。これに対して球団側は1,400万ドルを提示した。2009年2月8日、両者は年俸調停突入を回避し、3年総額5,400万ドルで契約を延長することで合意に達した。年平均では1,800万ドルとなり、事実上ハワードの要求が受け入れられた格好となった。同年のシーズンでは、7月17日のマーリンズ戦で本塁打を放ち、通算200本塁打を達成。この試合はデビューから658試合目であり、ラルフ・カイナーの706試合を抜く史上最速での200号到達となった。また、3年ぶりにオールスター選出も果たした。生まれ故郷セントルイスでのオールスターゲームであったため、ブッシュ・スタジアムの観客からは地元カージナルスの選手にも劣らないほどの大声援で迎えられた。また、このシーズンは自己最多の8盗塁を記録している。

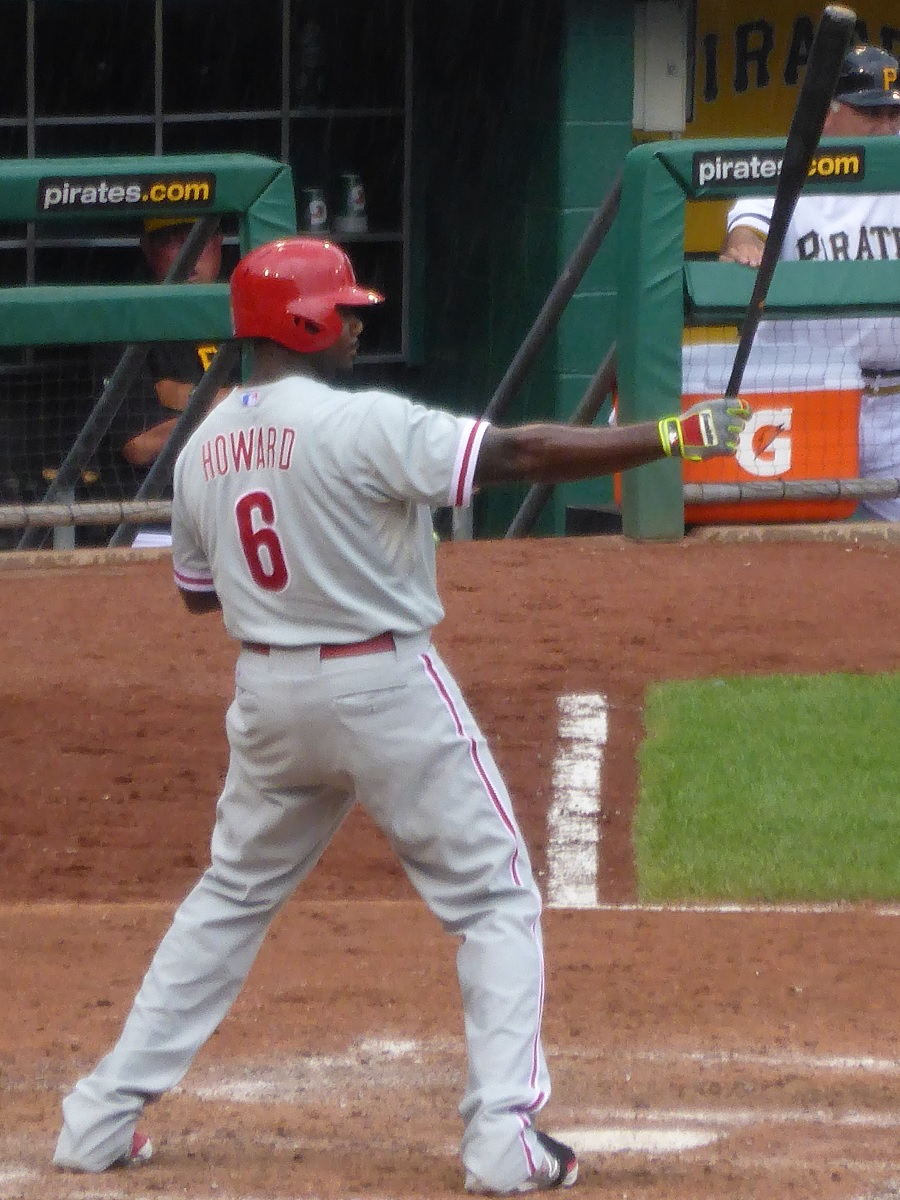
2014年7月6日

2010年4月26日に2012年からの5年総額1億2500万ドルの契約を結んだ。既に契約が成立している2010年、2011年のものと合わせると7年総額1億6100万ドルとなる。この契約時点での年俸総額としては、CC・サバシアと並び、史上6番目である。この年は8月1日に足首を痛めて3週間DL入りした影響もあり、打率.276、31本塁打、108打点に留まった。
2011年はフィリーズの地区5連覇に貢献し、打率.253･33本塁打・116打点を記録。さらにポストシーズン、セントルイス・カージナルスとのナ・リーグ地区シリーズ第5戦、9回に最後の打者でゴロを放って一塁に向かった直後、顔をしかめて倒れ込む。精密検査でアキレス腱断裂が確認され、腫れが引いてから手術を行うことになり、球団は「復帰時期は分からないが、来春のキャンプに間に合う保証はない」とコメント。復帰まで一般的には6カ月程度を要すため、来季開幕も絶望となった。
2012年は前年のアキレス腱断裂の影響で復帰が遅れ、71試合で打率.219・14本塁打・56打点に留まった。
2013年は2年連続で故障に苦しめられたシーズンとなる。7月の試合前の練習で膝を痛め、半月板断裂により手術を受ける事になった。手術の影響で長期欠場を余儀なくされ、80試合の出場に終わった。
2014年は3年ぶりとなるシーズンフル出場 (153試合) を果たし、規定打席に到達した。しかし打率.223・23本塁打・95打点 (リーグ4位) という成績に終わり、シーズン通じて低打率に終始した。リーグワーストの190三振を喫し、自身5度目となるシーズン180三振以上を喫した。
2015年は129試合に出場し、2年連続でぎりぎり規定打席に達した。打撃面では通算350本塁打を達成した事がハイライトで、打率.229・23本塁打・77打点・OPS0.720と2年連続で低調な成績に終わった。出場試合数を超える138三振を喫した。
2016年も開幕から調子が上がらず、5月終了時で8本塁打を放ったものの、5月の月間打率が.101に落ち込むなど打率は1割台半ばを推移した。本塁打数こそ2011年以来5年ぶりに25本を記録したものの、打率.196・59打点に終わり、11月3日にはフィリーズと契約しないことが発表される。

### ブレーブス傘下時代
2017年4月6日にブレーブスとマイナー契約を結んだ。4月22日より傘下のAAA級グウィネット・ブレーブスに合流も、11試合で打率.184・1本塁打・5打点と振るわず、5月8日に自由契約となった。

### ロッキーズ傘下時代
2017年8月12日、コロラド・ロッキーズとマイナー契約を結び、傘下のAAA級アルバカーキ・アイソトープスに配属された。11月6日にFAとなった。

### 現役引退
2018年は未所属のままで、9月4日に現役引退を表明した。
2023年9月6日にベースボール・ユナイテッドの共同オーナーとして参入した。

## 選手としての特徴

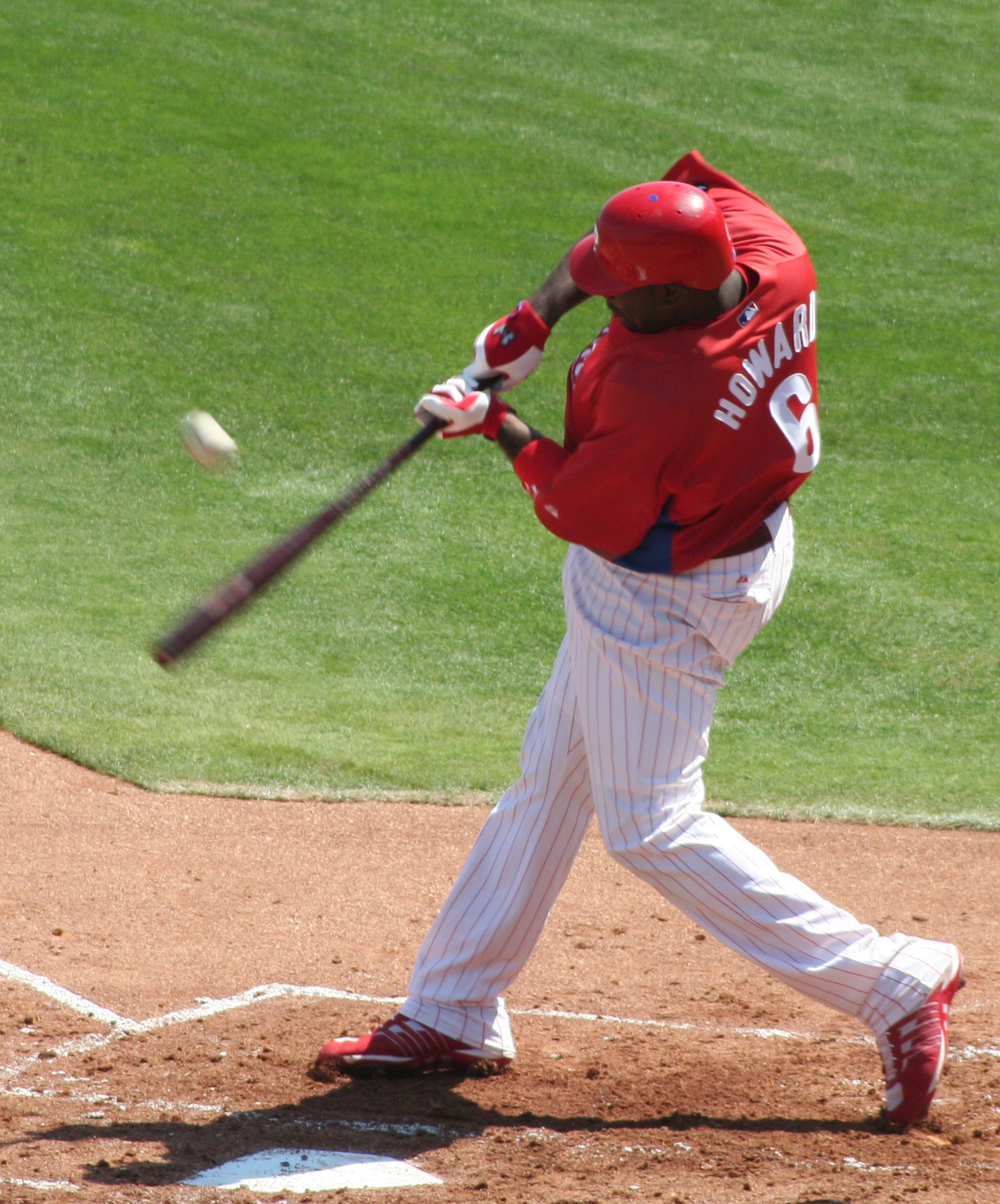
ハワードのスウィング

ナショナルリーグのMVPを1回、本塁打王を2回、打点王を3回獲得した強打者。かつてフィリーズで活躍した強打者であるマイク・シュミットは「私どころか、絶好調時のハワードは全盛期のバリー・ボンズよりさらに危険な打者かもしれない」と語っている。
長距離打者で、規定打席に到達した2006年から2010年までの5シーズンで平均45.8本塁打・136打点を挙げている。しかし打率と長打率は2006年から下落。そのため、コラムニストのジョー・ポスナンスキーはハワードを「『最強打者』ではなく『最高のホームランバッター』である」と評価している。打率の低さに対してハワード自身は「自分の役割は打点を稼ぐことだ。もちろん打率は高い方がいいけど、打率を上げるための打撃をするつもりはない。そのためにフォームを崩したり、自分の特長である長打力が消えてしまったりする危険性があるからね」と語っている。 
打撃フォームは、最初の構えからスウィングが始まるまでグリップ位置をほとんど動かさず、その代わりに左肘を高く上げることによって腕にパワーを蓄え、右足で壁を作ってスイングすることで溜め込んだパワーをボールに伝えている。また、打撃の特徴として、左翼方向へ流し打っての本塁打が多い。デビューした2004年から2010年までの計253本塁打のうち、左翼・左中間方向へのものが全体の40.3%にあたる102本あり、右翼・右中間方向へのもの（89本 / 35.2%）より多い。本人は「（打席で）リラックスすればするほどスウィングは鋭さを増し、集中すればするほどバットの出だしは遅くなる（＝左翼方向への打球が増える）」と語っている。
シーズン終盤に大きく成績を伸ばすことでも知られている。2010年までの7年間におけるハワードのレギュラーシーズン9月・10月の成績は、打率.307と他の月よりも向上している。これについて本人は「9月に好調な理由？ いろいろ言われているけど、はっきりした答えはないよ」としつつも、チームのポストシーズン進出争いを挙げ「やはりビッグゲームになるほど燃えるタイプなんだと思う」と話している。その一方で、左腕投手には打率.234・OPS.767と抑え込まれ、三振数では2006年から2009年まで4年連続で180以上を喫してリーグ2位以内に入るなど、短所もある。
盗塁はほとんど試みず、メジャー初盗塁は2007年8月21日のロサンゼルス・ドジャース戦で、通算1572打席目に中前打を放った後で達成した。初盗塁までに費やした打席数としては史上5位（投手は除く）であり、この試合の翌日にはチームメイトから記念の二塁ベースを贈られたという。一塁守備では、2010年に守備防御点－14という数値が算出されている。

## 詳細情報

### 年度別打撃成績
| 年 度      | 球 団      | 試 合 | 打 席 | 打 数 | 得 点 | 安 打 | 二 塁 打 | 三 塁 打 | 本 塁 打 | 塁 打 | 打 点 | 盗 塁 | 盗 塁 死 | 犠 打 | 犠 飛 | 四 球 | 敬 遠 | 死 球 | 三 振 | 併 殺 打 | 打 率 | 出 塁 率 | 長 打 率 | O P S |
| ---------- | ---------- | ----- | ----- | ----- | ----- | ----- | -------- | -------- | -------- | ----- | ----- | ----- | -------- | ----- | ----- | ----- | ----- | ----- | ----- | -------- | ----- | -------- | -------- | ----- |
| 2004       | PHI        | 19    | 42    | 39    | 5     | 11    | 5        | 0        | 2        | 22    | 5     | 0     | 0        | 0     | 0     | 2     | 0     | 1     | 13    | 2        | .282  | .333     | .564     | .897  |
| 2005       | PHI        | 88    | 348   | 312   | 52    | 90    | 17       | 2        | 22       | 177   | 63    | 0     | 1        | 0     | 2     | 33    | 8     | 1     | 100   | 6        | .288  | .356     | .567     | .924  |
| 2006       | PHI        | 159   | 704   | 581   | 104   | 182   | 25       | 1        | 58       | 383   | 149   | 0     | 0        | 0     | 6     | 108   | 37    | 9     | 181   | 7        | .313  | .425     | .659     | 1.084 |
| 2007       | PHI        | 144   | 648   | 529   | 94    | 142   | 26       | 0        | 47       | 309   | 136   | 1     | 0        | 0     | 7     | 107   | 35    | 5     | 199   | 13       | .268  | .392     | .584     | .976  |
| 2008       | PHI        | 162   | 700   | 610   | 105   | 153   | 26       | 4        | 48       | 331   | 146   | 1     | 1        | 0     | 6     | 81    | 17    | 3     | 199   | 11       | .251  | .339     | .543     | .881  |
| 2009       | PHI        | 160   | 703   | 616   | 105   | 172   | 37       | 4        | 45       | 352   | 141   | 8     | 1        | 0     | 6     | 75    | 8     | 6     | 186   | 11       | .279  | .360     | .571     | .931  |
| 2010       | PHI        | 143   | 620   | 550   | 87    | 152   | 23       | 5        | 31       | 278   | 108   | 1     | 1        | 0     | 3     | 59    | 11    | 8     | 157   | 14       | .276  | .353     | .505     | .859  |
| 2011       | PHI        | 152   | 644   | 557   | 81    | 141   | 30       | 1        | 33       | 272   | 116   | 1     | 0        | 0     | 5     | 75    | 16    | 7     | 172   | 10       | .253  | .346     | .488     | .835  |
| 2012       | PHI        | 71    | 292   | 260   | 28    | 57    | 11       | 0        | 14       | 110   | 56    | 0     | 0        | 0     | 3     | 25    | 7     | 4     | 99    | 8        | .219  | .295     | .423     | .718  |
| 2013       | PHI        | 80    | 317   | 286   | 34    | 76    | 20       | 2        | 11       | 133   | 43    | 0     | 0        | 0     | 6     | 23    | 4     | 2     | 95    | 6        | .266  | .319     | .465     | .784  |
| 2014       | PHI        | 153   | 648   | 569   | 65    | 127   | 18       | 1        | 23       | 216   | 95    | 0     | 0        | 0     | 5     | 67    | 7     | 7     | 190   | 10       | .223  | .310     | .380     | .690  |
| 2015       | PHI        | 129   | 503   | 467   | 53    | 107   | 29       | 1        | 23       | 207   | 77    | 0     | 0        | 0     | 3     | 27    | 2     | 5     | 138   | 11       | .229  | .277     | .443     | .720  |
| 2016       | PHI        | 112   | 362   | 331   | 35    | 65    | 10       | 0        | 25       | 150   | 59    | 0     | 1        | 0     | 3     | 27    | 2     | 1     | 114   | 7        | .196  | .257     | .453     | .710  |
| 通算：13年 | 通算：13年 | 1572  | 6531  | 5707  | 848   | 1475  | 277      | 21       | 382      | 2940  | 1194  | 12    | 5        | 0     | 55    | 709   | 154   | 59    | 1843  | 116      | .258  | .343     | .515     | .859  |

- 各年度の太字はリーグ最高

### 年度別守備成績
| 年 度 | 球 団 | 一塁（1B） | 一塁（1B） | 一塁（1B） | 一塁（1B） | 一塁（1B） | 一塁（1B） |
| 年 度 | 球 団 | 試 合      | 刺 殺      | 補 殺      | 失 策      | 併 殺      | 守 備 率   |
| ----- | ----- | ---------- | ---------- | ---------- | ---------- | ---------- | ---------- |
| 2004  | PHI   | 8          | 59         | 6          | 0          | 9          | 1.000      |
| 2005  | PHI   | 84         | 707        | 40         | 5          | 53         | .993       |
| 2006  | PHI   | 159        | 1373       | 91         | 14         | 139        | .991       |
| 2007  | PHI   | 140        | 1191       | 103        | 12         | 124        | .991       |
| 2008  | PHI   | 159        | 1408       | 101        | 19         | 128        | .988       |
| 2009  | PHI   | 156        | 1300       | 95         | 14         | 109        | .990       |
| 2010  | PHI   | 139        | 1266       | 59         | 14         | 117        | .990       |
| 2011  | PHI   | 149        | 1282       | 70         | 9          | 110        | .993       |
| 2012  | PHI   | 67         | 495        | 30         | 5          | 37         | .991       |
| 2013  | PHI   | 76         | 618        | 42         | 1          | 55         | .998       |
| 2014  | PHI   | 141        | 1224       | 80         | 9          | 103        | .993       |
| 2015  | PHI   | 116        | 871        | 66         | 6          | 75         | .994       |
| 2016  | PHI   | 83         | 557        | 45         | 11         | 47         | .982       |
| MLB   | MLB   | 1477       | 12351      | 828        | 119        | 1106       | .991       |

- 各年度の太字はリーグ最高

### タイトル
- 本塁打王：2回（2006年、2008年）
- 打点王：3回（2006年、2008年、2009年）

### 受賞
MiLB
- フロリダステートリーグ（A+級）MVP：1回（2003年）
- イースタンリーグ（AA級）MVP：1回（2004年）

MLB
- シーズンMVP：1回（2006年）
- 新人王：2005年
- シルバースラッガー賞：1回（2006年）
- ハンク・アーロン賞：1回（2006年）

### 記録
MiLB
- オールスター・フューチャーズゲーム選出：1回（2003年）

MLB
- 100本塁打最速記録「325試合」
- 150本塁打最速記録「495試合」
- 200本塁打最速記録「658試合」
- 250本塁打最速記録「855試合」
- 通算1000打数での本塁打数「85」
- 通算満塁本塁打数「15」（歴代13位タイ）
- 9イニング試合での故意四球数「5」（ナ・リーグタイ記録 2006）
- 1シーズンでの本塁打数「58」（フィリーズ球団記録 2006）
- 故意四球数「37」（フィリーズ球団記録 2006）
- シーズン三振数「199」（フィリーズ球団記録 2007 2008）
- オールスターゲーム選出：3回（2006年、2009年、2010年）

### 代表歴
- 2000年日米大学野球選手権大会アメリカ合衆国代表